# Braid
Braid es una banda estadounidense de emo y post hardcore formada en Illinois en 1993. En 1999 Braid se separó para formar la banda Hey Mercedes con los mismos miembros, menos Chris Broach, quién fundó The Firebird Band, y que fue guitarrista y voz en el grupo Festa d'Estate, y que actualmente se encuentra escribiendo canciones para su CD debut en solitario, sumándose Mark Dawsurk en la otra guitarra de Hey Mercedes. La banda se reunió para una exhaustiva gira por los Estados Unidos y Canadá entre junio y agosto de 2004 y una breve gira en Japón en agosto del mismo año.

## Integrantes
- Bob Nanna - guitarra y voz (1993 – 1999)
- Todd Bell - bajo (1993 – 1999)
- Chris Broach - voz y guitarra (1994 – 1999)
- Roy Ewing - batería (1993 – 1997)
- Damon Atkinson - batería (1997 – 1999)
- Pete Havranek - guitarra (1993 – 1994)
- Jay Ryan - bajo (1993)
- Kate Reuss - voz (1993)

## Discografía
- Rainsnowmatch (1994): single 7" en Enclave Records.
- Frankie Welfare Boy Age Five (1995): álbum en Divot Records.
- I'm Afraid of Everything (1996): single 7" en Grand Theft Autumn Records y Polyvinyl Records.
- The Age of Octeen (1996): álbum en Mud Records.
- Niagara (1996): single 7" en Grand Theft Autumn Records.
- First Day Back (1997): single 7" en Polyvinyl Records.
- Braid/Corm Split (1997): single 7" en Polyvinyl Records.
- Frame and Canvas (1998): álbum en Polyvinyl Records.
- Please Drive Faster (1998): single 7" en Polyvinyl Records.
- Always Something There to Remind Me (1998): (single 7" compartido con Burning Airlines para DeSoto Records).
- Killing a Camera: un documental de los últimos 5 conciertos de agosto de 1999, para BiFocal Media.
- Movie Music, Vol. 1 (2000): álbum para Polyvinyl Records.
- Movie Music, Vol. 2 (2000): álbum para Polyvinyl Records.
- Lucky to be Alive (2000): álbum para Glue Factory Records.
- Killing a Camera: vídeo VHS y DVD original que incluye entrevistas a la banda previas a su reunión en 2004, para BiFocal Media.
- No Coast (2014): álbum para Topshelf Records.